# Пероксодикарбонат калия
Пероксодикарбонат калия — неорганическое соединение,
соль калия надугольной кислоты (несуществующей)
с формулой K2C2O4(O2),
бесцветные кристаллы,
устойчив в сухом состоянии,
разлагается в воде,
образует кристаллогидрат.

## Получение
- Анодное окисление насыщенного раствора карбоната калия.

- Пропускание углекислого газа через раствор карбоната калия в перекиси водорода:

{\displaystyle {\mathsf {K_{2}CO_{3}+CO_{2}+H_{2}O_{2}\ {\xrightarrow {-10^{o}C}}\ K_{2}C_{2}O_{4}(O_{2})+H_{2}O}}}
- Пропускание углекислого газа через влажный надпероксид калия:

{\displaystyle {\mathsf {KO_{2}+2CO_{2}\ {\xrightarrow {-10^{o}C}}\ K_{2}C_{2}O_{4}(O_{2})}}}

## Физические свойства
Пероксодикарбонат калия образует бесцветные или бледно-голубые гигроскопичные кристаллы
тригональной сингонии,
параметры ячейки a = 0,706 нм, α = 105,6°.
Образует кристаллогидрат состава K2C2O4(O2)•H2O.

## Химические свойства
- Разлагается водой:

{\displaystyle {\mathsf {K_{2}C_{2}O_{4}(O_{2})+2H_{2}O\ {\xrightarrow {}}\ KHCO_{3}+KOH+CO_{2}\uparrow +H_{2}O_{2}}}}
- Разлагается при нагревании:

{\displaystyle {\mathsf {2K_{2}C_{2}O_{4}(O_{2})\ {\xrightarrow {150^{o}C}}\ 2K_{2}CO_{3}+2CO_{2}\uparrow +O_{2}\uparrow }}}
- Является окислителем:

{\displaystyle {\mathsf {K_{2}C_{2}O_{4}(O_{2})+2KI\ {\xrightarrow {}}\ 2K_{2}CO_{3}+I_{2}}}}